# Nikolaï Zolotov
Nikolaï Aleksandrovitch Zolotov (en russe : Николай Александрович Золотов) ou Mikalaï Aliaksandravitch Zolataw (en biélorusse : Мікалай Аляксандравіч Золатаў) est un footballeur international biélorusse né le 11 novembre 1994 à Vitebsk. Il évolue au poste de défenseur au Yelimay Semeï.

## Biographie

### Carrière en club
Nikolaï Zolotov naît en novembre 1994 dans la ville de Vitebsk, dans laquelle il effectue par la suite sa formation de footballeur en entrant dans les équipes de jeunes de l'équipe locale du FK Vitebsk. Intégrant en 2011 l'équipe réserve du club, il fait ses débuts professionnels lors de la saison 2012 sous les couleurs du club-école du FK Vitebsk-2 en troisième division biélorusse à l'âge de 17 ans. Il est transféré l'année suivante au Chakhtior Salihorsk où il n'effectue aucune apparition lors des deux saisons qui suivent, restant cantonné à l'équipe réserve. Il fait finalement son retour à Vitebsk à l'occasion de l'exercice 2015, faisant ses débuts en première division le 11 avril 2015 face au Granit Mikachevitchy et disputant en tout dix-huit matchs, notamment durant la première partie de saison avant d'être progressivement mis sur le banc.
Retournant au Chakhtior Salihorsk en début d'année 2016, il occupe notamment le banc des remplaçants lors de la finale de la coupe nationale perdue face au BATE Borisov. Zolotov ne fait finalement aucune apparition par la suite et retourne dès le mois d'avril 2016 à Vitebsk pour un nouveau prêt. Il y joue cette fois 23 rencontres de championnat, alternant titularisations et entrées en jeu.
Transféré de manière définitive au FK Vitebsk en janvier 2017, il s'impose à partir de la deuxième partie de saison comme un titulaire régulier au poste d'arrière gauche et maintient cette position lors des années qui suivent, disputant notamment 29 matchs de championnat sur 30 lors de l'exercice 2018 qui voit l'équipe atteindre la quatrième position. L'année 2019 le voit marquer par ailleurs son premier but avec Vitebsk le 16 mars 2019 lors du match retour des quarts de finale de la coupe de Biélorussie face au Lokomotiv Homiel, prenant par la suite part à la finale perdue face au Chakhtior Salihorsk deux mois plus tard. En parallèle, il marque également en première division pour la première fois face au FK Homiel le 6 mai de la même année. Encore en 2019, Zolotov dispute ses premières rencontres européennes à l'occasion du premier tour de qualification de la Ligue Europa 2019-2020 à la mi-juillet, jouant l'intégralité des deux rencontres de la confrontation perdue face au KuPS Kuopio.
Il quitte finalement Vitebsk et la Biélorussie à l'issue de la saison 2019, rejoignant l'équipe russe de l'Oural Iekaterinbourg pour la deuxième partie de la saison 2019-2020. Il reste en tout une année au club avant de résilier son contrat à la mi-janvier 2021 avant de signer le mois suivant en Ukraine au Kolos Kovalivka, malgré une proposition du Dinamo Minsk.

### Carrière en sélection
Régulièrement appelé au sein de la sélection des espoirs biélorusse d'Igor Kovalevitch entre 2014 et 2016, Nikolaï Zolotov doit attendre le mois de septembre 2019 pour intégrer pour la première fois la sélection A, avec qui il connaît sa première sélection le 9 septembre 2019 à l'occasion d'un match amical contre le pays de Galles.

## Statistiques
| Saison                | Club                  | Championnat           | Championnat | Championnat | Coupe(s) nationale(s) | Coupe(s) nationale(s) | Compétition(s) continentale(s) | Compétition(s) continentale(s) | Compétition(s) continentale(s) | Total | Total |
| Saison                | Club                  | Division              | M.          | B.          | M.                    | B.                    | Comp.                          | M.                             | B.                             | M.    | B.    |
| 2012                  | FK Vitebsk-2          | D3                    | 27          | 1           | -                     | -                     | -                              | -                              | -                              | 27    | 1     |
| 2013                  | Chakhtior Salihorsk   | D1                    | -           | -           | -                     | -                     | -                              | -                              | -                              | 0     | 0     |
| 2014                  | Chakhtior Salihorsk   | D1                    | -           | -           | -                     | -                     | -                              | -                              | -                              | 0     | 0     |
| Sous-total            | Sous-total            | Sous-total            | 27          | 1           | -                     | -                     | -                              | -                              | -                              | 27    | 1     |
| 2015                  | FK Vitebsk (prêt)     | D1                    | 16          | 0           | 4                     | 0                     | -                              | -                              | -                              | 20    | 0     |
| 2016                  | FK Vitebsk (prêt)     | D1                    | 23          | 0           | 2                     | 0                     | -                              | -                              | -                              | 25    | 0     |
| 2017                  | FK Vitebsk            | D1                    | 21          | 0           | 1                     | 0                     | -                              | -                              | -                              | 22    | 0     |
| 2018                  | FK Vitebsk            | D1                    | 29          | 0           | 2                     | 0                     | -                              | -                              | -                              | 31    | 0     |
| 2019                  | FK Vitebsk            | D1                    | 25          | 2           | 7                     | 1                     | C3                             | 2                              | 0                              | 34    | 3     |
| Sous-total            | Sous-total            | Sous-total            | 114         | 2           | 16                    | 1                     | -                              | 2                              | 0                              | 132   | 3     |
| 2019-2020             | Oural Iekaterinbourg  | D1                    | 7           | 0           | 1                     | 0                     | -                              | -                              | -                              | 8     | 0     |
| 2020-2021             | Oural Iekaterinbourg  | D1                    | 8           | 0           | 1                     | 0                     | -                              | -                              | -                              | 9     | 0     |
| Total sur la carrière | Total sur la carrière | Total sur la carrière | 156         | 3           | 18                    | 1                     | -                              | 2                              | 0                              | 176   | 4     |

## Palmarès
FK Vitebsk
- Finaliste de la coupe de Biélorussie en 2019.